# Петрова (Румунія)
Петрова (рум. Petrova) — комуна у повіті Марамуреш в Румунії. До складу комуни входить єдине село Петрова.
Комуна розташована на відстані 405 км на північ від Бухареста, 50 км на схід від Бая-Маре, 126 км на північ від Клуж-Напоки.

## Населення
За даними перепису населення 2002 року у комуні проживали 2693 особи.
Національний склад населення комуни:
| Національність | Кількість осіб | Відсоток |
| -------------- | -------------- | -------- |
| румуни         | 2658           | 98,7%    |
| цигани         | 24             | 0,9%     |
| українці       | 7              | 0,3%     |
| угорці         | 4              | 0,1%     |

Рідною мовою назвали:
| Мова             | Кількість осіб | Відсоток |
| ---------------- | -------------- | -------- |
| румунська        | 2663           | 98,9%    |
| циганська        | 24             | 0,9%     |
| українська       | 5              | 0,2%     |
| єврейська (їдиш) | 1              | < 0,1%   |

Склад населення комуни за віросповіданням:
| Релігія            | Кількість осіб | Відсоток |
| ------------------ | -------------- | -------- |
| православні        | 2552           | 94,8%    |
| п'ятдесятники      | 38             | 1,4%     |
| адвентисти         | 32             | 1,2%     |
| греко-католики     | 21             | 0,8%     |
| римо-католики      | 4              | 0,1%     |
| реформати          | 4              | 0,1%     |
| унітарії           | 2              | 0,1%     |
| не релігійні       | 2              | 0,1%     |
| не вказали релігію | 12             | 0,4%     |

## Зовнішні посилання
- Дані про комуну Петрова на сайті Ghidul Primăriilor